# Luis Mariano Minguela
Luis Mariano Minguela Muñoz (Frumales, 5 gennaio 1960) è un ex calciatore spagnolo, di ruolo centrocampista.

## Carriera
Nato a Frumales, nella Provincia di Segovia, Minguela ha giocato solo per il Real Valladolid durante tutti i suoi 15 anni di carriera. Ha esordito nel club in Seconda Divisione, collezionando solo 25 presenze nelle prime tre stagioni.
Ha debuttato nella Liga il 15 Febbraio 1981, sostituendo un compagno al 46º minuto di una partita casalinga contro lo Sporting Gijón, segnando il gol per la sua squadra nella sconfitta per 1-2. A fine stagione collezionerà altre 8 presenze segnando 3 gol.
Il resto della sua carriera si è svolto sempre nella massima serie, ottenendo il proprio record di gol (5) nella stagione 1988-1989, contribuendo al sesto posto della squadra nella Liga e disputando la finale della Coppa del Re. Si è ritirato all'età di 32 anni dopo essere stato messo ai margini della squadra.
Gioca 6 partite nella Coppa delle Coppe 1989-1990, dove la squadra raggiunge il terzo turno.

## Nazionale spagnola
Il 20 Settembre 1989 gioca la sua unica partita nella nazionale Spagnola, sostituendo Roberto nel secondo tempo, in un incontro amichevole con la Polonia allo Stadio Riazor.

## Dopo il calcio
Dopo il ritiro dal calcio decide di entrare in politica. Dal 2011 al 2015 è stato sindaco di Laguna de Duero per il Partito Popolare Spagnolo.

## Palmarès

### Club
- Coppa della Liga: 1

Real Valladolid: 1984